# Měděnec (berg i Tjeckien, Ústí nad Labem, lat 50,42, long 13,11)
Měděnec är ett berg i Tjeckien.   Det ligger i regionen Ústí nad Labem, i den nordvästra delen av landet, 100 km väster om huvudstaden Prag. Toppen på Měděnec är 910 meter över havet.
Terrängen runt Měděnec är kuperad söderut, men norrut är den platt.Runt Měděnec är det ganska glesbefolkat, med 47 invånare per kvadratkilometer. Närmaste större samhälle är Klášterec nad Ohří, 6,5 km sydost om Měděnec. I omgivningarna runt Měděnec växer i huvudsak blandskog.